# Al-Adil II.
Al-Malik al-Adil Sajf ad-Dīn Abū Bakr ibn Nāṣir ad-Dīn Muḥammad (arabsko سيف الدين الملك العادل أبو بكر بن ناصر الدين محمد) bolj znan kot al-Adil II., je bil od leta 1238 do 1240 ajubidski sultan Egipta, * okoli 1221,  9. februar 1248.
Ko mu je leta 1238 umrl oče in Saladinov nečak al-Kamil, ga je nekoliko nepripravljen nasledil al-Adil II. Državo je zajela anarhija, kar je izkoristil al-Adilov izgnani polbrat  as-Salih Ajub, in ga odstavil. Al-Adil II. je umrl v ječi osem let pozneje.
Sodobni muslimanski zgodovinarji so neodobravajoče pisali o "burnem življenju in ohlapni morali" al-Adila II. To navidezno potrjuje intarzirana medeninasta posoda, ki jo je zanj izdelal mojster Ahmed al-Daki al-Mavsili in vsebuje "nekoliko nespodobno" upodobitev popolne golote, edini znani primer na srednjeveških  islamskih kovinskih predmetih.

## Sklica
1. 1 2  Rice, D.S. (1957). Inlaid Brasses from the Workshop of Aḥmad al-Dhakī al-Mawṣilī. "Ars Orientalis". 2: 308. Pridobljeno 17. novembra  2022.